# Interfața (Star Trek: Generația următoare)
„Interfața” (titlu original: „Interface”) este al 3-lea episod din al șaptelea sezon al serialului TV american științifico-fantastic Star Trek: Generația următoare și al 155-lea episod în total. A avut premiera la 4 octombrie 1993.
Episodul a fost regizat de Robert Wiemer după un scenariu de Joe Menosky.

## Prezentare
Geordi La Forge încearcă să salveze nava mamei sale cu ajutorul unei sonde teleghidate. 

## Actori ocazionali
- Madge Sinclair - Capt. Silva La Forge
- Warren Munson - Admiral Marcus Holt
- Ben Vereen - Cmdr. Edward M. La Forge